# Método das NTU
O método das NTU (número de unidades de transferência, em inglês Number of Transfer Units), também conhecido por método ε-NTU (eficiência térmica-número de unidades de transferência) é usado para calcular a taxa de transferência térmica em trocadores de calor (especialmente trocadores em contracorrente) quando não existe informação suficiente para calcular a Diferença de temperatura média logarítmica (DTML). Na análise de trocadores de calor, se as temperaturas de entrada e de saída de fluido são especificados ou podem ser determinadas pelo balanço de massa simples, o método LMTD pode ser usado, mas quando essas informações não estão disponíveis o método NTU ou da eficiência" é usado.